# J. Caleb Boggs
J. Caleb Boggs (Cheswold, 1909. május 15. – Wilmington, 1993. március 26.) az Amerikai Egyesült Államok szenátora (Delaware, 1961–1973).